# Korál
Korál – węgierska rockowa grupa muzyczna, której liderem jest Fecó Balázs.

## Historia
Idea utworzenia zespołu powstała, gdy Zsuzsa Koncz po rozpadzie grupy KITT szukała nowego zespołu towarzyszącego. W taki sposób w 1974 roku powstała grupa Korál, która występowała wspólnie z Koncz, ale grała także piosenki swojego autorstwa (np. „Ha kedvem tartja”, „Hazafelé”). Ta grupa rozpadła się w 1976 roku.
Po koncercie zespołu Taurus, który odbył się 20 sierpnia 1977 roku, Fecó Balázs podniósł pomysł założenia oddzielnego zespołu, który jednak kontynuowałby dziedzictwo grupy Taurus. Początkowo wokalistą miał być Gyula Vikidál, ale ostatecznie odszedł do P. Mobil, a na śpiewanie zdecydował się Balázs. 1 maja 1978 roku „nowy” zespół Korál po raz pierwszy udzielił koncertu, co miało miejsce w Parku Młodzieży w Budzie. Początkowo grano utwory hardrockowe, przy czym niektóre z nich były coverami piosenek Taurus. Balázs twierdził jednak, że zespół powinien grać również spokojne utwory, stąd w twórczości zespołu pojawiły się także ballady (np. „Maradj velem”, „Amit nem mondhattam el”). Pierwszy album zespołu, zatytułowany Korál, został wydany w 1980 roku.
W 1981 roku piosenka zespołu, „Homok a szélben”, zdobyła trzecie miejsce w konkursie piosenki na festiwalu Tánc- és popdalfesztivál. Ta piosenka była także prekursorem zmian stylistycznych: na dwóch kolejnych albumach (A túlsó part z 1982 i Az óceán z 1984) dominowały utwory emocjonalne. Drugi rozpad zespołu nastąpił w 1986 roku, chociaż w 1993 roku wydano nowy album, Balázs Ferenc és a Korál. Nie odniósł on jednak sukcesu.
Zespół zjednoczył się ponownie w 1997 roku w takim składzie, w jakim się rozpadł jedenaście lat wcześniej. Koncert z 1997 roku na Kisstadionie otrzymał nagrodę Emerton w kategorii „koncert roku”. Ostatni album zespołu Korál, zatytułowany Ne állj meg soha, został wydany w 2006 roku.

## Dyskografia
- Korál (1980)
- A túlsó part (1982)
- Az óceán (1984)
- Korál IV. (1985, składanka – kolekcja singli z lat 1975–1985)
- Kőfalak…. Aranyalbum (1991, składanka)
- Homok a szélben (1993, składanka)
- Balázs Ferenc és a Korál (1993)
- Maradj velem (szimpla) (1997, album koncertowy)
- Maradj velem (dupla) (1997, album koncertowy)
- Ne állj meg soha (2006)